# Phraya Phichai
Phraya Pichai (in lingua thai พระยาพิชัย), noto anche come Phraya Phichai Dap Hak (in lingua thai พระยาพิชัยดาบหัก, letteralmente Phraya Phichai della spada rotta) (Ban Huai Kha, 1741 – Thonburi, 1782) è stato un generale siamese vissuto durante i periodi di Ayutthaya, e di Thonburi, nell'odierna Thailandia.
Fu guardia del corpo di Phraya Taksin e uno dei suoi più valorosi generali quando questi divenne re di Thonburi. È anche famoso perché durante una battaglia continuò a combattere con entrambe le sue due spade malgrado una si fosse rotta. È venerato dai thailandesi come eroe nazionale.

## Infanzia e gioventù
Nacque col nome Choi (in lingua thai จ้อย, che significa magro) nel 1741 a Ban Huai Kha, nel distretto di Phichai, nella provincia settentrionale di Thongyung (l'odierna Uttaradit), da genitori sconosciuti. Fin da ragazzo coltivò la passione per la boxe thailandese, allenandosi costantemente e cambiando diversi maestri. Abbandonò la famiglia e si spostò più a nord per prendere lezioni dal maestro Thiang, che gli diede i nomi di Thong Di e Thong Di fan khao (Thong Di dai denti bianchi), in quanto non masticava la noce di betel. Tale antica usanza rovina i denti rendendoli neri; in Thailandia fu proibita nel 1942, ma il divieto non ebbe gran successo, tanto che ancora oggi è largamente diffusa.
Il nobile Sin (il futuro re Taksin) era stato inviato a Tak, nel nord-ovest del paese, dal re di Ayutthaya Ekathat in qualità di vice-governatore. Grande appassionato di boxe thailandese, nel 1761 Sin organizzò un torneo a cui partecipava Thong Di che, tra lo stupore generale, sconfisse il campione locale ritenuto invincibile. Sin si entusiasmò, gli offrì di entrare nell'esercito e in seguito, dopo averlo ammirato in altre vittoriose esibizioni, lo assunse al suo servizio come guardia del corpo personale. Da quel momento i due sarebbero stati inseparabili.

## Al servizio di Taksin
Alla morte del governatore di Tak, Sin fu eletto governatore della provincia col titolo di Phraya Tak (titolo assimilabile a quello di marchese) e da quel momento fu chiamato Taksin. La Provincia di Tak era una zona ad alto rischio ai confini con la Birmania, dove il defunto re Alaungpaya aveva riunificato il paese e creato un potente esercito che aveva già attaccato la capitale siamese Ayutthaya nel 1760.
Taksin fu poi nominato generale e guidó nel 1764 un esercito alla vittoria di Phetchaburi sui birmani che avevano invaso il sud. Nel 1765 respinse nuovamente i birmani che avevano cinto d'assedio Ayutthaya, guadagnandosi il prestigioso titolo di Phraya Vajiraprakarn di Kamphaeng Phet.
Nel 1766, i birmani di re Hsinbyushin tornarono ad assediare Ayutthaya con un'armata ben più numerosa, e nuovamente Taksin fu chiamato a difenderla. Profuse tutti i suoi sforzi, ma il comportamento dissennato del re Ekathat e lo squilibrio delle forze in campo lo convinsero che la capitale era indifendibile, decise allora di forzare l'assedio e fuggire alla testa di 500 uomini verso le coste orientali del golfo di Thailandia, dove instaurò la propria roccaforte a Chanthaburi e preparò la cacciata dei birmani.
Dopo più di un anno di assedio, il 7 aprile 1767 Ayutthaya capitolò, fu rasa al suolo ed il re perse la vita mentre tentava di fuggire. I birmani non operarono una capillare occupazione del Siam perché dovettero concentrare le forze al nord del loro Paese, che tra il 1766 e il 1769 fu invaso quattro volte dai cinesi, e lasciarono solo un contingente limitato a presidiare la zona di Ayutthaya. Ne approfittò Taksin che, radunato un numero di forze sufficiente, con una flotta attraversò il Golfo di Thailandia e dopo aver risalito il fiume Chao Phraya giunse ad Ayutthaya, dove il 7 novembre 1767 sconfisse e mise in fuga i birmani a soli 7 mesi dal sacco della capitale. Le sue truppe lo acclamarono re. La capitale fu spostata a Thonburi e nacque così, sulle ceneri del Regno di Ayutthaya, il nuovo Regno di Thonburi con a capo Taksin.
Thong Di in tutte queste campagne combatté valorosamente a fianco di Taksin insieme ai due fratelli Bunma e Thong Duang, che in seguito sarebbe diventato re Rama I. Fu ricompensato con la nomina a governatore della provincia di Phichai (il suo paese natale) col titolo di Phraya Phichai. Sia Thong Di che Bunma che Thong Duang furono anche nominati generali e continuarono ad essere i più fidati collaboratori del re.

## Governatore e generale
Negli anni a seguire, Taksin dovette respingere diversi attacchi dei birmani che, firmata la pace con la Cina, tentarono più volte di riconquistare il Siam. Si preoccupò inoltre di riunificare il regno, precipitato nel caos spaccato in sei Stati controllati da locali signori della guerra dopo la caduta di Ayutthaya. Di questi Stati, erano nelle sue mani solo quelli di Ayutthaya/Thonburi e di Chantaburi. Con l'aiuto dei suoi tre generali Taksin riuscì nei suoi intenti e poté in seguito dedicarsi anche all'espansione territoriale.
Phraya Phichai si distinse in numerose campagne e battaglie, nelle quali, con tattiche di guerriglia, riuscì a riconquistare diverse città e territori. Significativa fu la battaglia relativa all'assedio di Phichai del 1773. Imponenti truppe birmane cinsero d'assedio la città e Phraya Phichai chiese rinforzi. Taksin inviò un esercito guidato da Bunma, che per i suoi servizi era stato nominato Phraya Surasih e governatore di Phitsanulok. La battaglia si svolse nei pressi del Wat Aka. Nel furore del combattimento Phraya Phichai, che impugnava due spade, stava per cadere, ma rimase in equilibrio appoggiando una spada a terra, questa si ruppe e Phichai continuò a lottare con una spada e un moncone, trascinando col suo esempio i suoi uomini a una trionfale vittoria. Da quel momento fu chiamato Phraya Phichai Dap Hak (Phraya Phichai della Spada Rotta).
Nel 1781 Taksin diede i primi segni di squilibrio mentale e di fanatismo religioso. Fu spietato nel reprimere la corruzione nell'esercito facendo giustiziare e torturare diversi alti ufficiali e si creò un malcontento generale che sfociò in una rivolta popolare guidata da Phraya San. Taksin fu deposto e costretto a chiudersi in un monastero. Thong Duang, che era stato insignito del titolo di Somdet Chao Phraya Chakri (duca e primo ministro) sedò la rivolta e ne punì i responsabili. Il 10 aprile 1782 Chao Phraya Chakri fece decapitare Taksin proclamandosi re. Aveva così fine il breve Regno di Thonburi e cominciavano il Regno di Rattanakosin e la dinastia Chakri, che tuttora regna in Thailandia. La capitale fu spostata a Bangkok, che a quei tempi era un piccolo villaggio sulla riva opposta a Thonburi del fiume Chao Phraya. Tale villaggio fu ingrandito e adeguato al rango di capitale, e fu ribattezzato Rattanakosin.

## Morte
Il nuovo re Somdet Chao Phraya Chakri, a cui sarebbe stato dato il nome postumo di Buddha Jodfa Chulaloke e Rama I il Grande, sapeva dell'affetto che Phraya Phichai nutriva per il defunto Taksin, ma in segno di rispetto per il suo grande valore decise di risparmiargli la vita e gli offrì di diventare la sua guardia del corpo. Straziato dalla perdita dell'amato sovrano, Phichai rifiutò e volle essere a sua volta giustiziato, chiedendo al re di allevare suo figlio e farlo diventare la sua guardia del corpo. I suoi voleri furono rispettati e morì così, all'età di 41 anni, sul suo stesso ordine.

## Commemorazione
Una statua in bronzo, raffigurante lo stesso Phraya Phichai, fu eretta in suo onore nel 1969 davanti al municipio di Uttaradit. L'epigrafe reca la scritta: "Alla memoria e all'amato onore per l'orgoglio della nostra nazione"